# 征服情海
《征服情海》（英語：Jerry Maguire）是一部在1996年上映的美國浪漫喜劇電影，由卡麥隆·克羅執導，湯姆·克魯斯、芮妮·齊薇格和小古巴·古丁等人主演。
這部電影受到影評人的普遍好評，認為它擁有優秀的表演和劇本。在商業上更是取得了成功，成本僅為5千萬美元，卻擁有2億7千3百萬美元的票房，為1996年票房第9高的電影。這部電影獲得了5項奧斯卡獎提名，包括奥斯卡最佳影片奖和克魯斯的奧斯卡最佳男主角。以及獲得了三項金球獎提名，包括克魯斯的金球獎影帝。

## 剧情
傑瑞·馬奎爾是一個做事圓滑、聰明絕頂的運動明星經紀人，他手中握有許多王牌球員的經紀約，其未婚妻艾弗莉則是全美足球聯盟的美麗公關。一天夜裡，傑瑞有感而發的寫了一篇工作感言，希望公司能提昇服務客戶品質，以質取勝。但傑瑞萬萬沒有想到，他的這篇感言引起公司老闆不滿，而將他開除。傑瑞的聲勢頓時從巔峰跌入谷底，連艾弗莉也棄他而去。當傑瑞離開公司時，只帶走一個二線球員羅德·提德韋爾以及受他精神感召的會計桃樂絲·博伊德。
脾氣火爆的羅德為了要達成一線球員的理想，不惜孤注一擲，加入傑瑞的陣容，希望替自己帶來錢途和名聲；而桃樂絲是一個26歲的單親媽媽，由於受到傑瑞想法感動，毅然離開公司會計之職，與傑瑞投入不可知的未來。失去事業優勢的傑瑞被迫一切從零開始，他必須重新學習現實生活，真正開始瞭解自己。

## 演員
- 湯姆·克魯斯飾Jerry Maguire
- 芮妮·齊薇格飾Dorothy Boyd
- 小古巴·古丁飾Rod Tidwell
- 凱莉·普雷斯頓飾Avery Bishop
- 傑瑞·奧康內爾飾Frank Cushman
- 傑·摩爾飾Bob Sugar
- 蕾吉娜·金恩飾Marcee Tidwell
- 寶妮·杭特飾Laurel Boyd

## 製作
主體拍攝於1996年3月11日開始，拍攝地包含洛杉矶、纽约和亞利桑那州。

## 獎項
| 頒獎典禮           | 獎項                   | 名字         | 結果 |
| ------------------ | ---------------------- | ------------ | ---- |
| 美国导演工会奖     | 最佳电影导演           |              | 提名 |
| 美国编剧工会奖     | 最佳原创剧本           |              | 提名 |
| 第69屆奧斯卡金像獎 | 最佳影片               |              | 提名 |
| 第69屆奧斯卡金像獎 | 最佳原创剧本           |              | 提名 |
| 第69屆奧斯卡金像獎 | 最佳男主角             | 湯姆·克魯斯  | 提名 |
| 第69屆奧斯卡金像獎 | 最佳男配角奖           | 小古巴·古丁  | 獲獎 |
| 第69屆奧斯卡金像獎 | 最佳剪辑               | Joe Hutshing | 提名 |
| 金球奖             | 最佳音乐喜剧类电影     |              | 提名 |
| 金球奖             | 最佳音乐喜剧类男主角奖 | 湯姆·克魯斯  | 獲獎 |
| 金球奖             | 最佳男配角             | 小古巴·古丁  | 提名 |

## 外部連結
- 開眼電影網上《征服情海》的資料（繁體中文）
- 豆瓣电影上《甜心先生》的資料 （简体中文）
- 时光网上《甜心先生》的資料（简体中文）
- AllMovie上《甜心先生》的资料（英文）
- 爛番茄上《甜心先生》的資料（英文）
- Box Office Mojo上《甜心先生》的資料（英文）
- TCM电影资料库上《甜心先生》的资料（英文）
- Metacritic上《甜心先生》的資料（英文）
- 互联网电影数据库（IMDb）上《甜心先生》的资料（英文）